# Patrick Roy
Patrick Jacques Roy (franskt uttal: [ʁwa]), född 5 oktober 1965 i Québec, Québec, är en kanadensisk ishockeytränare och före detta professionell ishockeymålvakt som är tränare för New York Islanders i National Hockey League (NHL) sedan den 20 januari 2024.
Roy delade sin karriär mellan Montreal Canadiens, som han spelade för i tio år, och Colorado Avalanche, som han spelade för i åtta år, båda i NHL. Roy vann Stanley Cup fyra gånger under sin karriär, två med vardera klubb. Roy föddes i Québec, men växte upp i Cap-Rouge.

## Karriär

### Spelare
Patrick Roy har vunnit Stanley Cup fyra gånger, de två första med Montreal Canadiens och de följande två med Colorado Avalanche. Han har vunnit Conn Smythe Trophy som den mest värdefulle spelaren i NHL under Stanley Cup-slutspelet tre gånger. Roy är ansedd som en av världens bästa målvakter genom tiderna och blev 2006 invald i Hockey Hall of Fame.
Patrick Roy var den målvakt som bäst praktiserade butterfly-stilen. Han var reaktionssnabb, hade bra speluppfattning och var mentalt stark, men var mindre bra i spelet med målvaktsklubban.
Roy var också känd för sin vidskeplighet som innebar att han skrev sina barns namn på klubban före varje match, inte trampade på de röda och blåa linjerna före matchen, pratade med stolparna under matcherna och att han i sitt skåp under resten av säsongen sparade de puckar som använts vid matcher där han hållit nollan.
1998 samlade tidningen The Hockey News ihop en kommitté av 50 hockeyexperter bestående av före detta NHL-spelare, journalister, TV-bolag, tränare och styrelsemedlemmar för att göra en lista över de 100 bästa spelarna i NHL:s historia. Experterna röstade fram Patrick Roy på 22:e plats totalt och på fjärde plats bland målvakterna efter Terry Sawchuk, Jacques Plante och Glenn Hall.

### Tränare

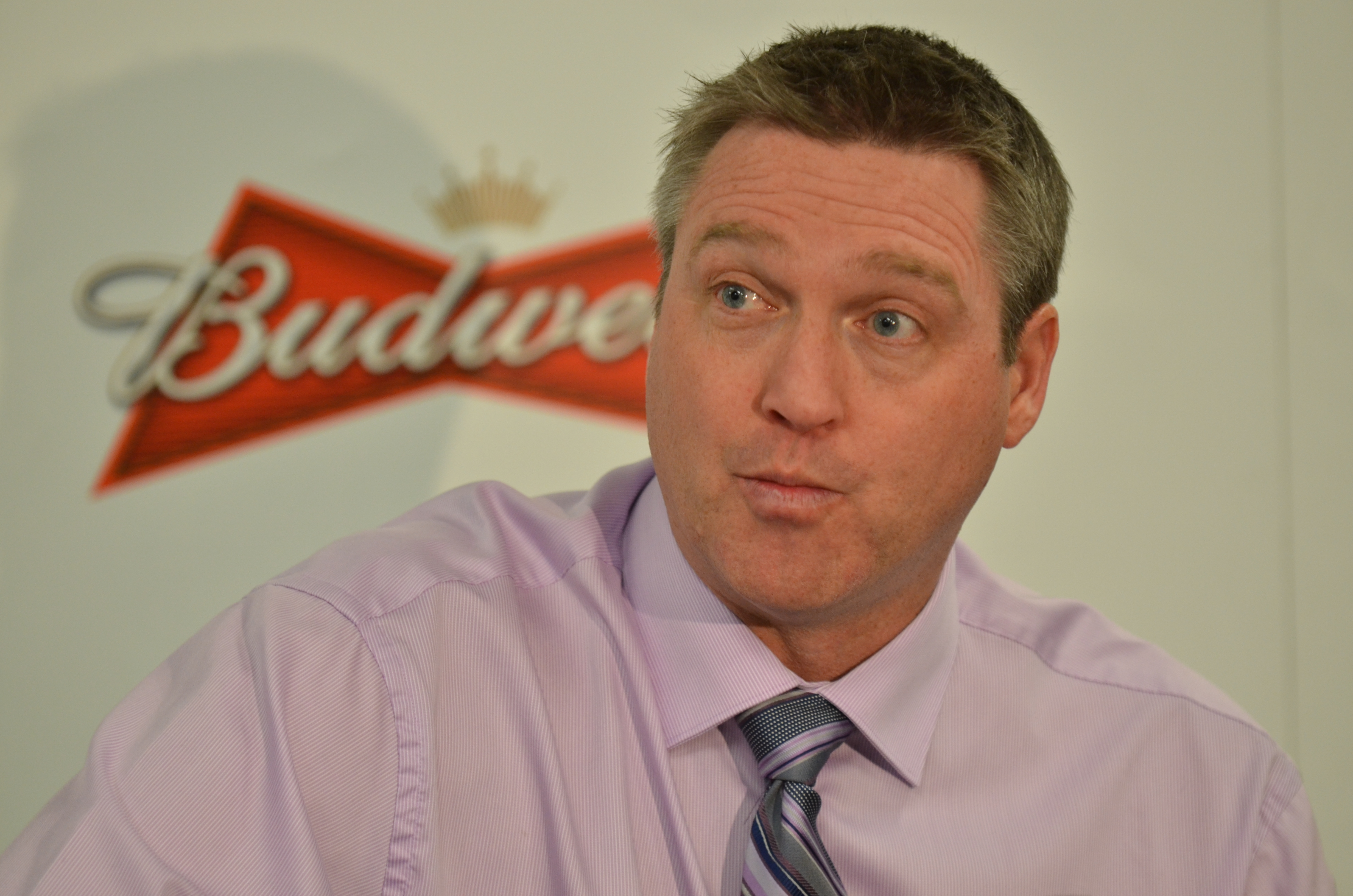
Patrick Roy som tränare för Quebec Remparts 2012.

Fredagen den 24 maj 2013 accepterade Patrick Roy Colorado Avalanches erbjudande om att bli huvudtränare för klubben.

## Meriter
- Calder Cup – 1985
- Vezina Trophy – 1989, 1990 och 1992
- Conn Smythe Trophy – 1986, 1993 och 2001
- Stanley Cup – 1986, 1993, 1996 och 2001
- William M. Jennings Trophy – 1987, 1988, 1989, 1992 och 2002
- Trico Goaltender Award - 1989, 1990
- NHL First All-Star Team – 1989, 1990, 1992 och 2002
- NHL Second All-Star Team – 1988, 1991
- NHL All-Rookie Team – 1986
- NHL All-Star Game — 1988, 1990, 1991, 1992, 1993, 1994, 1997, 1998, 2001, 2002 och 2003

## Milstolpar

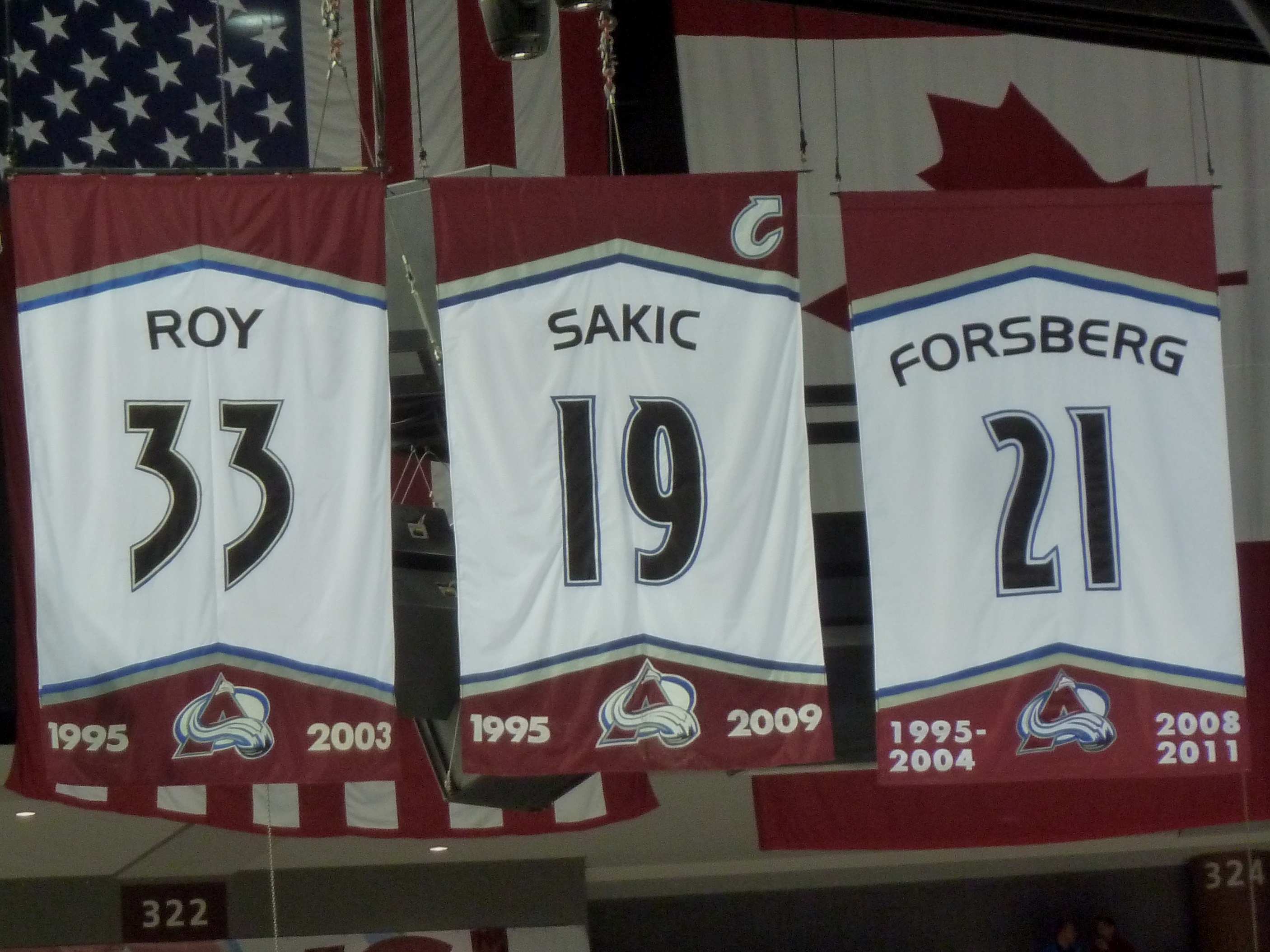
Patrick Roys tröja #33 i taket i Pepsi Center i Denver.

- Invald i Hockey Hall of Fame 2006.
- Invald i QMJHL Hall of Fame.
- Invald i Colorado Sports Hall of Fame 2004.
- Roys tröja #33 pensionerad av Colorado Avalanche 23 oktober 2003
- Roys tröja #33 pensionerad av Montreal Canadiens 22 november 2008
- Roys tröja #30 pensionerad av Granby Bisons
- Blev rankad femma totalt, och först bland målvakternaa, på The Hockey News lista Top 60 sedan 1967.
- Blev rankad 22:a totalt, och fyra bland målvakterna, på The Hockey News lista över de 100 bästa NHL-spelarna genom tiderna.
- I en match måndagen den 20 januari 2003 mot Dallas Stars blev Patrick Roy den första målvakten att spela 1000 NHL matcher

## Statistik
M = Matcher; V = Vinster; F = Förluster; O = Oavgjorda; MIN = Spelade minuter; IM = Insläppta Mål; N = Nollor; GIM = Genomsnitt insläppta mål per match; R% = Räddningsprocent

### Grundserie
| Säsong       | Lag                  | Liga         |      | MM  | V   | F   | O     | MIN  | IM | N    | GIM   | R% |
| ------------ | -------------------- | ------------ | ---- | --- | --- | --- | ----- | ---- | -- | ---- | ----- | -- |
| 1981–82      | Ste-Foy Gouverneurs  | QAAA         | 40   | 27  | 23  | 10  | 2400  | 156  | 3  | 2.63 | —     |    |
| 1982–83      | Granby Bisons        | QMJHL        | 54   | 13  | 35  | 1   | 2808  | 293  | 0  | 6.26 | —     |    |
| 1983–84      | Granby Bisons        | QMJHL        | 61   | 29  | 29  | 1   | 3585  | 265  | 0  | 4.44 | —     |    |
| 1984–85      | Granby Bisons<       | QMJHL        | 44   | 16  | 25  | 1   | 2463  | 228  | 0  | 5.55 | —     |    |
| 1984–85      | Montreal Canadiens   | NHL          | 1    | 1   | 0   | 0   | 20    | 0    | 0  | 0.00 | 1.000 |    |
| 1984–85      | Sherbrooke Canadiens | AHL          | 1    | 1   | 0   | 0   | 60    | 4    | 0  | 4.00 | .852  |    |
| 1985–86      | Montreal Canadiens   | NHL          | 47   | 23  | 18  | 3   | 2649  | 148  | 1  | 3.35 | —     |    |
| 1986–87      | Montreal Canadiens   | NHL          | 46   | 22  | 16  | 6   | 2681  | 131  | 1  | 2.93 | —     |    |
| 1987–87      | Montreal Canadiens   | NHL          | 45   | 23  | 12  | 9   | 2582  | 125  | 3  | 2.90 | .900  |    |
| 1988–89      | Montreal Canadiens   | NHL          | 48   | 33  | 5   | 6   | 2743  | 113  | 4  | 2.47 | .908  |    |
| 1989–90      | Montreal Canadiens   | NHL          | 54   | 31  | 16  | 5   | 3173  | 134  | 3  | 2.53 | .912  |    |
| 1990–91      | Montreal Canadiens   | NHL          | 48   | 25  | 15  | 6   | 2835  | 128  | 1  | 2.71 | .906  |    |
| 1991–92      | Montreal Canadiens   | NHL          | 67   | 36  | 22  | 8   | 3934  | 155  | 5  | 2.36 | .914  |    |
| 1992–93      | Montreal Canadiens   | NHL          | 62   | 31  | 25  | 5   | 3594  | 192  | 2  | 3.20 | .894  |    |
| 1993–94      | Montreal Canadiens   | NHL          | 68   | 35  | 17  | 11  | 3867  | 161  | 7  | 2.50 | .918  |    |
| 1994–95      | Montreal Canadiens   | NHL          | 43   | 17  | 20  | 6   | 2566  | 127  | 1  | 2.97 | .906  |    |
| 1995–96      | Montreal Canadiens   | NHL          | 22   | 12  | 9   | 1   | 1260  | 62   | 1  | 2.95 | .907  |    |
| 1995–96      | Colorado Avalanche   | NHL          | 39   | 22  | 15  | 1   | 2305  | 103  | 1  | 2.68 | .909  |    |
| 1996–97      | Colorado Avalanche   | NHL          | 62   | 38  | 15  | 7   | 3697  | 143  | 7  | 2.32 | .923  |    |
| 1997–98      | Colorado Avalanche   | NHL          | 65   | 31  | 19  | 13  | 3835  | 153  | 4  | 2.39 | .916  |    |
| 1998–99      | Colorado Avalanche   | NHL          | 61   | 32  | 19  | 8   | 3648  | 139  | 5  | 2.29 | .917  |    |
| 1999–00      | Colorado Avalanche   | NHL          | 63   | 32  | 21  | 8   | 3704  | 141  | 2  | 2.28 | .914  |    |
| 2000–01      | Colorado Avalanche   | NHL          | 62   | 40  | 13  | 7   | 3584  | 132  | 4  | 2.21 | .913  |    |
| 2001–02      | Colorado Avalanche   | NHL          | 63   | 32  | 23  | 8   | 3773  | 122  | 9  | 1.94 | .925  |    |
| 2002–03      | Colorado Avalanche   | NHL          | 63   | 35  | 15  | 13  | 3768  | 137  | 5  | 2.18 | .920  |    |
| NHL totalt   | NHL totalt           | NHL totalt   | 1029 | 551 | 315 | 131 | 60225 | 2546 | 66 | 2.54 | —     |    |
| QMJHL totalt | QMJHL totalt         | QMJHL totalt | 159  | 58  | 89  | 3   | 8856  | 786  | 0  | 5.33 | —     |    |

### Slutspel
| Säsong     | Lag                  | Liga       |     | M   | V  | F     | MIN | IM | N    | GIM  | R% |
| ---------- | -------------------- | ---------- | --- | --- | -- | ----- | --- | -- | ---- | ---- | -- |
| 1981–82    | Ste-Foy Gouverneurs  | QAAA       | 2   | 2   | 0  | 114   | 2   | 1  | 1.05 | —    |    |
| 1983–84    | Granby Bisons        | QMJHL      | 4   | 0   | 4  | 244   | 22  | 0  | 5.41 | —    |    |
| 1984–85    | Sherbrooke Canadiens | AHL        | 13  | 10  | 3  | 769   | 37  | 0  | 2.89 | —    |    |
| 1985–86    | Montreal Canadiens   | NHL        | 20  | 15  | 5  | 1215  | 39  | 1  | 1.93 | —    |    |
| 1986–87    | Montreal Canadiens   | NHL        | 6   | 4   | 2  | 330   | 22  | 0  | 4.00 | —    |    |
| 1987–88    | Montreal Canadiens   | NHL        | 8   | 3   | 4  | 428   | 24  | 0  | 3.36 | .889 |    |
| 1988–89    | Montreal Canadiens   | NHL        | 19  | 13  | 6  | 1206  | 42  | 2  | 2.09 | .920 |    |
| 1989–90    | Montreal Canadiens   | NHL        | 12  | 5   | 6  | 640   | 26  | 1  | 2.43 | .911 |    |
| 1990–91    | Montreal Canadiens   | NHL        | 13  | 7   | 5  | 785   | 40  | 0  | 3.06 | .898 |    |
| 1991–92    | Montreal Canadiens   | NHL        | 11  | 4   | 7  | 685   | 30  | 1  | 2.63 | .904 |    |
| 1992–93    | Montreal Canadiens   | NHL        | 20  | 16  | 4  | 1293  | 46  | 0  | 2.13 | .929 |    |
| 1993–94    | Montreal Canadiens   | NHL        | 6   | 3   | 3  | 374   | 16  | 0  | 2.56 | .930 |    |
| 1995–96    | Colorado Avalanche   | NHL        | 22  | 16  | 6  | 1453  | 51  | 3  | 2.10 | .921 |    |
| 1996–97    | Colorado Avalanche   | NHL        | 17  | 10  | 7  | 1033  | 38  | 3  | 2.21 | .932 |    |
| 1997–98    | Colorado Avalanche   | NHL        | 7   | 3   | 4  | 429   | 18  | 0  | 2.51 | .906 |    |
| 1998–99    | Colorado Avalanche   | NHL        | 19  | 11  | 8  | 1173  | 52  | 1  | 2.66 | .920 |    |
| 1999–00    | Colorado Avalanche   | NHL        | 17  | 11  | 6  | 1039  | 31  | 3  | 1.79 | .928 |    |
| 2000–01    | Colorado Avalanche   | NHL        | 23  | 16  | 7  | 1450  | 41  | 4  | 1.70 | .934 |    |
| 2001–02    | Colorado Avalanche   | NHL        | 21  | 11  | 10 | 1241  | 52  | 3  | 2.51 | .909 |    |
| 2002–03    | Colorado Avalanche   | NHL        | 7   | 3   | 4  | 423   | 16  | 1  | 2.27 | .910 |    |
| NHL totalt | NHL totalt           | NHL totalt | 247 | 151 | 94 | 15205 | 584 | 23 | 2.30 | —    |    |

### Internationellt
| År     | Lag    | Turnering |   | M | V | F | O   | MIN | IM | N    | GIM  | R% |
| ------ | ------ | --------- | - | - | - | - | --- | --- | -- | ---- | ---- | -- |
| 1998   | Kanada | OS        | 6 | 4 | 2 | 0 | 369 | 9   | 1  | 1.46 | .935 |    |
| Totalt | Totalt | Totalt    | 6 | 4 | 2 | 0 | 369 | 9   | 1  | 1.46 | .935 |    |